# 多布奇采

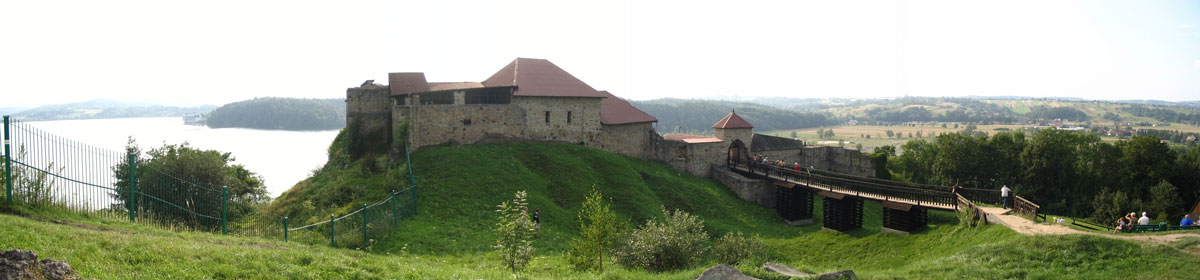

多布奇采是波蘭的城鎮，位於該國南部，距離首府克拉科夫10公里，由小波蘭省負責管轄，面積12.97平方公里，海拔高度245米，該鎮的人工水庫建於1986年，2006年人口6,028。

## 外部連結
- Jewish Community in Dobczyce（页面存档备份，存于） on Virtual Shtetl

49°52′44″N 20°05′28″E / 49.879°N 20.091°E